# 白冷圳
24°10′4.81″N 120°49′47.51″E / 24.1680028°N 120.8298639°E
白冷圳是台灣台中市一條水圳，乃日治時代遺留的靜態產物，提供新社、東勢、石岡等地區水源，為新社地區的生命之水，具民生用水、灌溉肥田之功效。在當時是一項重大工程，每當碰上山峰溪谷，必須沿途建造隧道、水橋，與平原地區水圳有不同之處，可謂「遇山鑿隧，逢川造橋」，至今已成當地人飲水思源的象徵，也成了歷史活教材。
白冷圳於昭和3年（1928年）所建，由於新社台地位處高地，是良好的蔗苗養成場所，卻有地勢太高而缺乏水源的困擾，於是選定在海拔550公尺的白冷取水，昭和2年（1927年）台灣總督府請磯田謙雄規劃，1928年撥專款145萬日圓開始闢建，日治時期，立有「白冷圳回水灌溉工程竣工紀念碑」。完工後由台灣總督府直接經營，為一條官設官營的埤圳，並設立蔗苗養成所，育苗分發至全台灣推廣種植。

## 歷史
日治時代的台灣，在新社大南地區開闢大南蔗苗養成所（即現今種苗改良繁殖場），日人有鑑於本地土壤有缺水之困，於1927年台灣總督府命磯田謙雄設計新社地區水利設施。工程名為「台中州大南庄蔗苗養成所灌溉工事」，自1928年12月開工，1932年5月完工，同年9月進行測試，同年10月14日正式通水，立有「白冷圳回水灌溉工程竣工紀念碑」。

### 地震受損
1999年9月21日集集地震，使白冷圳管線受損變形，隧道渡槽倒塌，加上年久失修的白冷圳承受不起強大震害，造成全線共有52%部份遭到損害，卻也喚起社區居民護圳共識，因此徐炳乾組成「白冷圳社區總體營造促進會」，擔負起護圳使命與凝聚社區共識，這條新社人生命線便由白冷圳社區站在第一線守護，也發動了新社鄉新興文化節慶「白冷圳文化節」，於2003年開始召喚各界人士認識與愛護白冷圳，這座老圳才有了更多人重視，台中縣政府在2001年9月，將2號倒虹吸管列入「台中縣歷史建築」。

### 修復狀況
白冷圳取水口與出水口分別被地震抬升2.2公尺與1.6公尺，1號倒虹吸管就地重建，2號倒虹吸管僅在改原來倒虹吸管旁新建一座，形成新舊並存的歷史景觀。受到地形抬升影響正常取水供應，以及取水口沉砂池受淤沙與原設計影響蓄水容量，改建取水口與沉砂池，並且管線中有諸多渡槽倒塌，如8號渡槽便是改建成現今95-1公路旁一座紅色鋼拱橋，2003年5月修復工程才告終。

## 構造
白冷圳灌溉面積總達788.24公頃，其主線取自白冷高地海拔554.99公尺高（921地震前是552.94公尺），直到終點「圓堀」為海拔531.5公尺，落差達23.49公尺，全長16點6公里，於圓堀並支出分圳向外擴增灌溉範圍：馬力埔、水底寮、鳥銃頭、矮山坑與大南等地。大隧道有7座，小隧道有15座，合計是22座。本圳有阿寸溪、抽藤坑溪與矮山坑溪三座倒虹吸管，分別編號為1號、2號、3號，其中以2號倒虹吸管最俱規模，當時堪稱遠東最大水利設施。

### 源頭
取水口源自大甲溪本流，1954年在和平鄉白冷地區設立天輪發電廠（即現今大甲溪發電廠天輪分廠），所設馬鞍壩影響本圳取水，故將取水口設置電廠對岸進行取水，因此本圳開始分成兩部分取水：
1. 部份取自大甲溪本流攔截水流，引水入圳。
2. 目前主要取自電廠尾水，穿越大甲溪溪底，與本圳相接。

### 倒虹吸管
倒虹吸管是運用位能上落差，累積動能來推動水流，達到南岸順利推上北岸，不致於圳水會逆流或停滯，其名是因虹吸管倒置而故名。在倒虹吸管附近中95-1公路旁，豎有一處說明供人閱覽。本圳共有三座倒虹吸管，除了因為地形而設置倒虹吸管外，還具有分壓作用。橫跨抽藤坑溪的2號倒虹吸管落差最大，達90公尺之多，管徑1.22公尺，全長346.9公尺，與1號倒虹吸管相同屬於鋼製水管（3號倒虹吸管是水泥暗管）。

## 外部連結
- 臺中市文化資產處-白冷圳 （页面存档备份，存于）
- 臺中市文化資產處-白冷圳矮山支線過水吊橋 （页面存档备份，存于）
- 臺中市文化資產處-白冷圳--抽藤坑倒虹吸管 （页面存档备份，存于）
- 臺中市文化資產處-白冷圳入水口 （页面存档备份，存于）